# Paracapillaroides
Genre
Paracapillaroides est un genre de nématodes de la famille des Capillariidae.

## Description
La diagnose du genre Paracapillaroides se rapporte beaucoup à celle de Paracapillaria. Le stichosome est constitué d'une unique rangée de stichocytes. Chez le mâle, l'extrémité postérieure est dépourvue de palettes caudales contrairement à d'autres Capillariidae. La bourse membraneuse est soutenue par deux projections latérales digitées. L'ouverture cloacale possède deux grosses papilles adanales ou postanales. Le spicule n'a pas de rainures transversales rugueuses. Le genre Paracapillaroides se distingue des autres Capillariidae par sa longue gaine spiculaire, constituée d'une partie proximale large et très épineuse et d'une partie distale très longue et dépourvue d'épines. La femelle n'a pas d'appendice vulvaire.

## Hôtes
Les espèces de ce genre parasitent le tube digestif de poissons,.

## Taxinomie
Le genre est décrit en 1999 par le parasitologiste tchèque František Moravec, Salgado-Maldonado et Caspeta-Mandujano. Il comprend les espèces suivantes :
- Paracapillaroides agonostomi Moravec, Salgado-Maldonado & Caspeta-Mandujano, 1999[4]
- Paracapillaroides acanthocotylus Rossin & Timi, 2009[5]